# Pauline Kalioujny
Pauline Kalioujny (née le 20 décembre 1983 à Paris) est une artiste plasticienne et autrice d'albums illustrés pour enfants et pour adultes.

## Biographie
Pauline Kalioujny naît d'une mère française et d'un père ukrainien en 1983 dans la capitale française. En l'an 2000, elle se lance dans une classe préparatoire artistique qui lui permet ensuite de se former au dessin d'animation à l'École nationale des Arts décoratifs de Paris (ENSAD) et aux arts graphiques à l'École supérieure d'arts graphiques Penninghen (ESAD Penninghen).
Dès 2009, elle signe son premier album illustré à destination des enfants : Une touche de couleurs, publié par les éditions HongFei Cultures. Elle enchaîne ensuite les créations, seule ou en collaboration, publiant une douzaine d'ouvrages dans les années 2010 (Éditions Thierry Magnier, Père Castor Flammarion, Seuil jeunesse, Mango jeunesse....) pour lesquels elle s'inspire notamment des paysages et des imaginaires slaves hérités des origines de son père. Parallèlement, elle expose ses œuvres plastiques, notamment son travail de gravure.
En juillet 2018, Pauline Kalioujny reçoit le 11e Grand prix de l'Illustration décerné par le Musée de l'illustration jeunesse pour Promenons-nous, dans les bois, publié aux éditions Thierry Magnier, après avoir reçu le Prix Pitchou 2018 à la Fête du livre de jeunesse de Saint-Paul-Trois-Châteaux pour cet album qui détourne la célèbre comptine du même nom. Le jury constitué de professionnels de l'édition, de l'illustration et de la littérature d'enfance et de jeunesse salue à cette occasion son « travail de gravure, la force de l’expressivité des visages et le jeu sur les trois couleurs d'éveil incroyable ».

## Œuvres
- Pauline Kalioujny, Une touche de couleurs, éditions HongFei Cultures, coll. « Albums, 3-5 années », octobre 2009, 56 p. (ISBN 2355580170 et 978-2355580178).
- Pauline Kalioujny, Un jardin en hiver, éditions Thierry Magnier, coll. « 3-5 années », novembre 2014, 22 p. (ISBN 2364745357 et 978-2364745353).
- Pauline Kalioujny, Panda, éditions Thierry Magni, septembre 2015, 22 p. (ISBN 2364747295 et 978-2364747296).
- Pauline Kalioujny, Voilà l'hiver, Seuil jeunesse, coll. « Album jeunesse, 6-8 années », janvier 2017, 18 p. (ISBN 2364745357 et 978-2364745353).
- Pauline Kalioujny, Promenons-nous, dans les bois, éditions Thierry Magnier, coll. « 3 années et plus », octobre 2017, 56 p. (ISBN 979-1035200749).
- Pauline Kalioujny, Voilà l'été, Seuil jeunesse, coll. « 2 années », mai 2018, 18 p. (ISBN 979-1023509687).
- Pauline Kalioujny, Baba Yaga, éditions Père Castor, coll. « Les Albums du Père Castor, 3 années et plus », octobre 2018, 32 p. (ISBN 2081433982 et 978-2081433984).
- Pauline Kalioujny, Des Poules et des Œufs, éditions Thierry Magnier, coll. « 3 années et plus », avril 2019, 12 p. (ISBN 979-1035202330).
- Pauline Kalioujny, Rose ?, éditions Père Castor, coll. « Les Albums du Père Castor, 3 années et plus », avril 2019, 32 p. (ISBN 2081434008 et 978-2081434004).

### Œuvres en collaboration
- Pauline Kalioujny et Chun-Liang Yeh, Face au tigre, HongFei Cultures, coll. « En quatre mots, 3-5 années », avril 2010, 36 p. (ISBN 2355580219 et 978-2355580215).
- Pauline Kalioujny et Chun-Liang Yeh, Le Goût de la pêche, HongFei Cultures, coll. « hors collection, 3-5 années », mars 2013}, 6 p. (ISBN 235558057X et 978-2355580574).
- Pauline Kalioujny et Jacqueline Heissat, L'Île oubliée, éditions Dadoclem, mars 2012, 40 p. (ISBN 2916637222 et 978-2916637228).
- Pauline Kalioujny et Béatrice Fontanel, Au bout du monde et sans tomber, éditions Mango, coll. « Albums illustrés, 3-6 ans », janvier 2020, 64 p. (ISBN 978-27-4043-333-1).